# Sitamarhi
Sitamarhi (hindi सीतामढ़ी) – miasto w północno-wschodnich Indiach, na Nizinie Hindustańskiej, nad rzeką Lakhandei, w stanie Bihar.
- Liczba mieszkańców: 26,69,887.[2]

W tym mieście rozwinął się przemysł środków transportu oraz spożywczy; ośrodek handlowy na szlaku do Nepalu.